# ایستلند (تگزاس)
ایستلند، تگزاس(به انگلیسی: Eastland, Texas) شهری در ایالت تگزاس از ایالات جنوبی ایالات متحده آمریکا است. در سرشماری سال ۲۰۰۰، جمعیت این شهر ۳۷۶۹ نفر اعلام شد.